# Chirbat Ghazala
Chirbat Ghazala (arab. خربة غزالة) – miasto w Syrii, w muhafazie Dara. W 2004 roku liczyło 16 240 mieszkańców.